# قادس
قادس (به لاتین: Qades) یک منطقهٔ مسکونی در افغانستان است که در ولایت بادغیس واقع شده‌است.